# Громов, Евгений Сергеевич
Евге́ний Серге́евич Гро́мов (20 декабря 1931 — 22 июня 2005, Москва) — советский и российский искусствовед, киновед, сценарист, доктор философских наук (1971), профессор (1978).

## Биография
Родился 20 декабря 1931 года. В 1954 году окончил Московский государственный университет.
С 1954 по 1956 год преподавал психологию в Московском музыкальном училище. С 1956 по 1959 год работал директором одной из школ в Восточной Германии.
В 1961 году окончил аспирантуру Московского государственного университета, защитив диссертацию на соискание учёной степени кандидата философских наук по теме «Проблема эстетического идеала».
C 1967 по 1969 год — старший научный сотрудник Института философии Академии наук СССР. С 1969 по 1974 год — старший научный сотрудник Государственного института искусствознания.
В 1970 году защитил диссертацию на соискание учёной степени доктора философских наук по теме «Художник как субъект творческой деятельности».
С 1974 по 1986 год работал заместителем директора и заведующим отделом марксистско-ленинской эстетики и теории кино Всесоюзного научно-исследовательского института киноискусства.
С 1987 года – главный научный сотрудник Государственного института искусствознания.
С 1967 по 1969 год и с 1986 по 2005 год преподавал во Всесоюзном государственном институте кинематографии, сначала на кафедре эстетики, затем на кафедре киноведения. С 1986 года вёл киноведческую мастерскую.
Член КПСС с 1956 года. Член Союза кинематографистов России, Союза художников России и Союза театральных деятелей РФ, член Академии киноискусства «Ника».
В 1991 году вышел из КПСС.
По вопросам киноискусства публиковался с 1961 года. Автор многочисленных книг и статей по теории и истории отечественного кинематографа.
Написал сценарии нескольких научно-популярных и документальных фильмов.
Умер 22 июня 2005 года. Похоронен на Кузьминском кладбище.

## Сценарист
- 1974 — Размышление о герое
- 1976 — Кинооператор Анатолий Головня